# ChatZilla
ChatZilla er en IRC-klient, der er designet til at fungere sammen med Mozilla's web browsere.
Programmet er designet til at fungere på alle de styresystemer som Mozilla er kompatibelt med, og de inkluderer blandt andet Mac OS, Linux, BSD, Microsoft Windows, Solaris, Irix, BeOS, AIX, HP-UX, og OS/2. Programmet understøtter de fleste funktioner som man kender fra andre IRC klienter, som fx det at kunne forbinde sig til flere servere samtidig, IPv6, SSL og UTF-8. Det understøtter JavaScript som programmeringssprog. Funktioner som fx DCC, der tillader brugerne at sende filer til hinanden, er også understøttet.
Arbejdet med at udvikle ChatZilla fortsætter, og programmet er for tiden en del af Mozilla Application Suite, og er desuden tilgængeligt for Mozilla Firefox brugere som en valgfri udvidelse. En version, der er designet til at fungere selvstændigt, er for tiden under udvikling. ChatZilla understøtter ikke, at man forbinder sig til IRC via en proxy server.